# 田村淳のコンテンツHolic
『田村淳のコンテンツHolic』（たむらあつしのコンテンツホリック）は、毎日放送（MBSテレビ）で2020年5月29日（28日深夜）から12月18日（17日深夜）まで、毎週金曜日の0:25 - 0:53（木曜深夜、日本時間）に放送されていた深夜のバラエティ番組であり、田村淳の冠番組でもある。

## 概要
2020年4月改編により、3月まで同時間帯で放送された『メッセンジャーの○○は大丈夫なのか?』の後番組ながらも、30分ずつに枠を分割。前半枠の『バズ★ナイトナマー!』とともに、同年4月24日（23日深夜）から開始予定であったが、新型コロナウイルスの感染拡大の影響を受けて、上記の通り5月29日（28日深夜）に延期された。
内容は、地上波や、BS、CS、ネット配信サイトなどのジャンルを問わず、ゲストに迎えたさまざまなクリエイターから「今、一番面白いと思うコンテンツ」を聞いていく。
田村淳にとって、『ロボロボ天気予報』・『ドラマ特区』を挟んで、当番組開始前からレギュラー出演している『YUBIWAZA』にも続けて出演することになった。
2020年9月で終了予定だったが、好評を受けて3ヶ月間の放送延長が決定した。レギュラー放送終了後も翌年の2021年3月17日、同年12月23日に復活特番が放送された。

## 出演者

### MC
- 田村淳（ロンドンブーツ1号2号）

## スタッフ
- ナレーション：西靖【ニセ明ヒストリー】（MBSアナウンサー）
- 構成：やまだともカズ【世界一のユッケ】、長崎周成【ブルーロック】、小林仁【まりりんといっしょ】
- TM：喜多良平【鬼滅の刃】（MBS）
- CAM：袖垣竜也【食の音色】（よしもとBE）
- MA：山本大輔【プロレスリング・ノア】（戯音工房）
- EED：岸本元博【DEATH STRANDING】・加藤丈晴【ゲームさんぽ】（いずれもMBS）、加田晃紀【スタートレック】（イノセント）
- 美術：中西勇二【いないいないばあ】
- タイトル：高橋涼【ワイルドスピード】
- CG：紀野伸子【映像研には手を出すな!】
- 協力：よしもとブロードエンタテインメント、戯音工房、えむき、タイトルラボ、イノセント
- 編成：藤原大輔【プロ野球】（MBS）
- 宣伝：水野愛美【機動戦士ガンダム 第08MS小隊】（MBS）
- デスク：西城栄里【私の名前はキム・サムスン】（MBS）
- AD：眞嶋麻央【Nadia】、尾崎洋仁【やれたかも委員会】、大谷鋭周【Nike Run Club】
- ディレクター：津嶋綾菜【霜降り明星のだましうち】・竹内成修【ラストバレーレストーラー】・福井彩音【NO GOOD TV】（いずれもMBS）
- 演出：平岡大希【炎炎ノ消防隊】（MBS）
- プロデューサー：森貴洋【きょうのできごと】（MBS）、坂口大輔【#吉本自宅劇場】（吉本興業）、真鍋理恵【ザ・ミドル】（よしもとBE）
- 制作：新堂裕彦【タカラヅカニュース】（MBS）
- 制作協力：吉本興業
- 製作著作：MBS（毎日放送）

## ネット局

### 現在
| 放送対象地域   | 放送局          | 系列    | 放送時間（日本時間）         | ネット状況 |
| -------------- | --------------- | ------- | ---------------------------- | ---------- |
| 近畿広域圏     | 毎日放送（MBS） | TBS系列 | 金曜 0:25 - 0:53（木曜深夜） | 制作局     |
| 鳥取県・島根県 | 山陰放送（BSS） | TBS系列 | 火曜 1:43 - 2:13（水曜深夜） | 遅れネット |